# Te Blotinghe

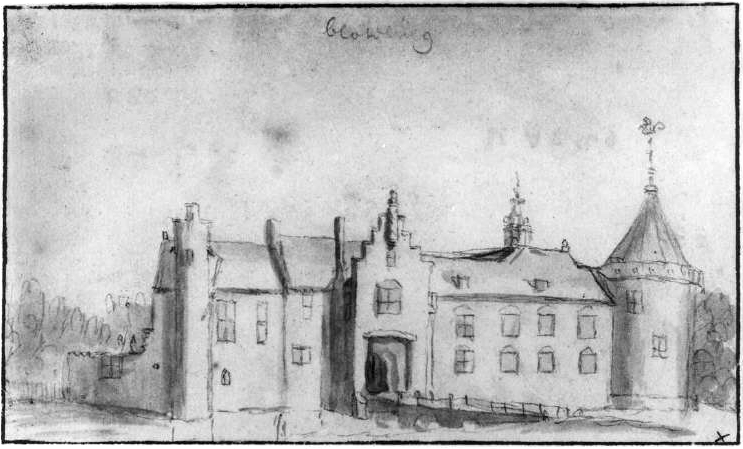
Huis te Blotinge (17e eeuw) vooraanzicht

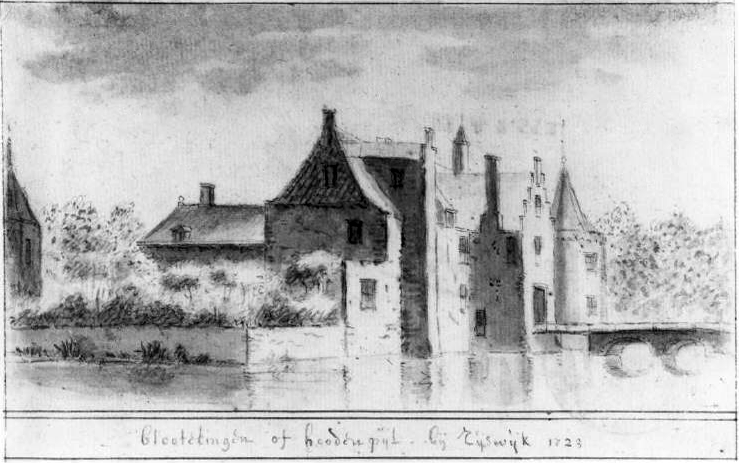
Huis te Blotinge, zuidzijde

Te Blotinge, Te Blote of Hodenpijl was oorspronkelijk een landgoed in Rijswijk, Zuid-Holland.
Aan het begin van de 13e eeuw woonde er al een Gerrit de Blote in Rijswijk. Hertog Albrecht verkocht 1359 een geesttiend aan Jan de Blote, een ander deel van de grond ging naar Gerrit van Heemstede. Toen Gerrits dochter Machteld zijn bezit erfde stond er een hofstede op met de naam Te Blote of Blotinge. Machtelds echtgenoot Dirk van Hodenpijl liet op de grond een burcht bouwen, een 19 x 19 meter groot kasteel om een donjon van 12 x 12 meter met muren van 2,5 meter dik. Niet lang na de bouw werd de burcht als represaille weer afgebroken (1394), omdat de broer van Machteld van Heemstede en Dirk van Hodenpijl beschuldigd werden van betrokkenheid bij de moordaanslag op Aleid van Poelgeest, de minnares van Hertog Albrecht. 
Nadat er een verzoening had plaatsgevonden, bouwde Jan van Hodenpijl, een kleinzoon van Dirk, een nieuw kasteel met een gracht (1434) op de plek van de voorburcht. Prenten uit de 17e eeuw tonen een vierkant kasteel met meerdere torens binnen een gracht. Het feit dat er ramen in de muren voorkomen geeft aan dat het niet meer als verdedigingwerk was aangelegd. Dit kasteel, dat Hodenpijl werd genoemd, maar vanaf 1509 Blotinghe ging heten, is daarna in verschillende handen geweest. Vanaf 1590 tot 1715 woonde er de familie Nobelaer. In de tweede helft van de 18e eeuw kocht Jacob van Meede het goed, maar na zijn dood werd de toen al vervallen burcht afgebroken. Op het terrein werd in 1792 een boerderij gebouwd. Een deel werd bij Welgelegen getrokken. In 1955 vond men bij opgravingen de funderingen van het in 1394 gesloopte kasteel.